# Кюрасао (ликёр)
Кюраса́о (нидерл. Curaçao) — ароматный ликёр, вырабатываемый из винного спирта с добавлением высушенной апельсиновой корки, мускатного ореха, гвоздики и корицы.
Может быть оранжевым, голубым, зеленоватым либо бесцветным.
Родина этого напитка — остров Кюрасао, входивший в состав голландских островов Вест-Индии (в Карибском море).
Содержание спирта 24—35 % об.
Существует много видов Кюрасао: белый Кюрасао (White Curaçao), зелёный Кюрасао (Green Curaçao), оранжевый Кюрасао (Orange Curaçao), голубой Кюрасао (Blue Curaçao).
Ликёр Блю-Кюрасао часто добавляют в коктейли — например, «Голубые Гавайи» со светлым ромом, кокосовым молоком и ананасовым соком.
Ликёр также используется для фламбирования блинчиков «Сюзетт».

## В литературе
В искажённом виде ликёр упоминается в романе братьев Стругацких «Град обреченный»: Кто-то пискляво объявлял на весь дом: «Жогж! Я чегтовски пгоголодался! Вели скогее подать мне гюмку кюгасо и а-ня-няс!..». По утверждению Бориса Стругацкого, это цитата из анекдота, ходившего в Советском Союзе в 1950-е годы.
А также в романе Владимира Набокова  "Король, дама, валет": "...- с привкусом пряного мотовства,- как рюмка густого белого кюрасо, как трехминутная поездка в таксомоторе..."